# Jimmy „Duck“ Holmes
Jimmy „Duck“ Holmes (* 28. Juli 1947 in Bentonia, Mississippi, USA) ist ein US-amerikanischer Bluesmusiker (Gitarre, Gesang).

## Biografie
Jimmy Charles Holmes wurde am 28. Juli 1947 in Bentonia geboren. Seine Eltern, Carey und Mary Holmes, waren Pachtfarmer. 1948 eröffneten sie das Blue Front Cafe, einen Juke Joint, der heute noch existiert. Als sein Vater starb, übernahm Jimmy Holmes 1970 das Blue Front Cafe.
Um 1957 begann Holmes, von seinem Nachbarn Henry Stuckey das Bluesspielen auf der Gitarre zu lernen. Von den Bluesmusikern, die im Blue Front Cafe auftraten, lernte Holmes weitere Feinheiten des Gitarrenspiels, um schließlich von Jack Owens im von Stuckey entwickelten Bentonia Blues und von Tommy West im Hill Country Blues unterrichtet zu werden.
Ab Ende der 1970er Jahre wurde Holmes mehrfach aufgenommen, unter anderem von Alan Lomax und David Evans. Seine erste Veröffentlichung war der Devil’s Blues, den er zusammen mit Cornelius Bright für Evans eingespielt hatte; der Song erschien 1991 auf der Kompilation Giants of the Country Blues Guitar – Vol. 2 bei Wolf Records.
1972 gründete Holmes mit seiner Mutter Mary das jährliche Bentonia Blues Festival, das auch heute noch stattfindet. In den 1980er Jahren begann er selbst, auf diesem und anderen Bluesfestivals in den Staaten, Europa und Südamerika aufzutreten. 2003 nahm er sein erstes Album für das Label Shade Tree Records auf; das Album wurde jedoch nicht veröffentlicht, da die Firma ihren Betrieb aufgeben musste. 2005 kam die zweite Chance, und 2006 erschien dann das Album Back to Bentonia bei Broke and Hungry Records. Das Album wurde mit zwei Living Blues Awards in den Kategorien „Best Debut Blues Album“ und „Best Traditional & Acoustic Blues Album“ ausgezeichnet.
2007 erschien bei Broke and Hungry Records das zweite Album Done Got Tired Tryin’, das für einen Blues Music Award nominiert wurde. 2008 veröffentlichte Fat Possum Records unter dem Titel Gonna Get Old Someday die Aufnahmen für Shade Tree Records aus dem Jahr 2003.
Während Holmes weiterhin auftrat und veröffentlichte, erschien er auch in verschiedenen Dokumentarfilmen, wie etwa M for Mississippi (2008) und I Am the Blues (2015). Mitte der 2010er Jahre gründete er sein eigenes Musiklabel Blue Front Records. 2017 wurde Holmes für zwei Blues Music Awards nominiert, als „Acoustic Blues Artist“ und in der Kategorie „Acoustic Blues Album“ für Live at Briggs Farm. Sein Album Cypress Grove (2019) wurde für einen Grammy Award in der Kategorie „Best Traditional Blues Album“ nominiert.

## Diskografie
Quellen: 
- 2006: Back to Bentonia (Broke and Hungry Records)
- 2007: Done Got Tired of Tryin’ (Broke and Hungry Records)
- 2008: Gonna Get Old Someday (Fat Possum Records / Big Legal Mess Records)
- 2009: Ain't It Lonesome (Broke and Hungry Records)
- 2013: All Night Long (Wolf Records)
- 2014: Bath Water (Blue Front Records) – Limited Edition
- 2014: Twice As Hard (Broke and Hungry Records) – mit Terry „Harmonica“ Bean[1]
- 2015: Live at Briggs Farm Blues Festival (Briggs Farm Concerts, Inc.)
- 2016: It Is What It Is (Blue Front Records)[5]
- 2019: Cypress Grove (Easy Eye Records)